# (6347) 1995 BM4
(6347) 1995 BM4 est un astéroïde de la ceinture principale découvert en 1995.

## Description
(6347) 1995 BM4 a été découvert le 28 janvier 1995 à Kushiro (Japon) par S. Ueda et H. Kaneda.

### Caractéristiques orbitales
L'orbite de cet astéroïde est caractérisée par un demi-grand axe de 2,27 UA, un périhélie de 2,13 UA, une excentricité de 0,06 et une inclinaison de 2,16° par rapport à l'écliptique. Du fait de ces caractéristiques, à savoir un demi-grand axe compris entre 2 et 3,2 UA et un périhélie supérieur à 1,666 UA, il est classé, selon la JPL Small-Body Database, comme objet de la ceinture principale.

### Caractéristiques physiques
(6347) 1995 BM4 a une magnitude absolue (H) de 13,6 et un albédo estimé à 0,060.